# 아르티니스

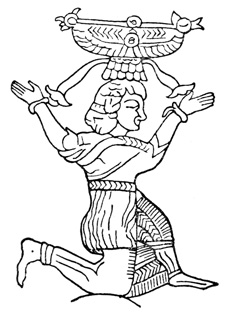

아르티니스는 우라르투 태양신이다. 그는 칼디, 테이스파스와 우라르투 3신을 형성한다.
1945년 미국의 작곡가 알란 호바네스가 피아노곡 아르티니스(우라르투 태양신), Op.39를 발표하였다.